# Letitia Christian Tylerová
Letitia Christian Tylerová (12. listopadu 1790, Virginie – 10. září 1842, Bílý dům, Washington, D.C.) byla manželkou 10. prezidenta USA Johna Tylera a až do své smrti vykonávala funkci první dámy USA.
Příliš se o výkon úřadu nezajímala a často se nechávala zastupovat jinými členkami rodiny.
Po její smrti funkci vykonávaly její dcera Letitia Tylerová Sempleová a hlavně její snacha Priscilla Cooperová Tylerová.